# یلیجان شینار
یلیجان شینار (قزاقی: Елжан Шынар؛ زادهٔ ۶ ژوئن ۱۹۹۹) بازیکن فوتبال است.
از باشگاه‌هایی که در آن بازی کرده‌است می‌توان به باشگاه فوتبال شنژن اشاره کرد.
وی همچنین در تیم ملی فوتبال چین بازی کرده‌است.